# Otto Staude

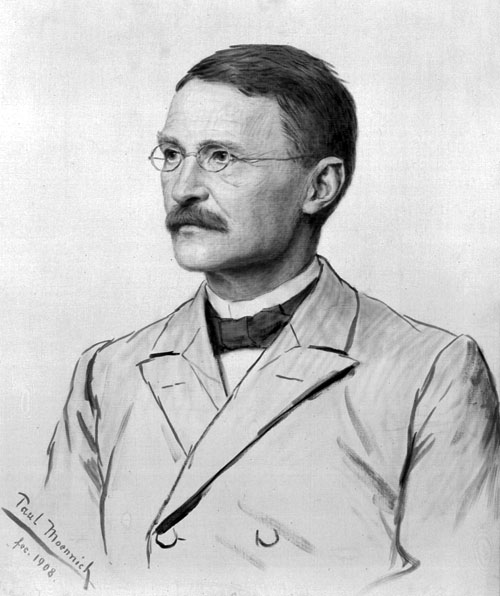
Otto Staude (Ölzeichnung von Paul Moennich, 1908)

Ernst Otto Staude (* 27. März 1857 in Limbach; † 10. April 1928 in Rostock) war ein deutscher Mathematiker.

## Leben
Otto Staude war der Sohn eines Arztes (Medizinischer Rat und Oberarzt in Zwickau), ging in Zwickau auf das Gymnasium und studierte ab 1876 in Leipzig, wo er im März 1881 bei Felix Klein promovierte. Während seines Studiums wurde er 1876 Mitglied der Burschenschaft Normannia Leipzig. 1883 habilitierte er sich an der Universität Breslau, wo er bis 1886 als Privatdozent war. Danach war er bis 1888 Professor für angewandte Mathematik an der Universität Dorpat (Tartu) und danach Professor in Rostock. Er war Mitarbeiter an der Enzyklopädie der mathematischen Wissenschaften und beschäftigte sich hauptsächlich mit Geometrie. Unter anderem entdeckte er 1888 die Fadenkonstruktion des Ellipsoids (die für die Ellipse schon lange bekannt ist), was z. B. in Hilbert, Cohn-Vossen Anschauliche Geometrie dargestellt ist. 1887 wurde er Mitglied der Leopoldina. 1894 entdeckte er die „permanenten Rotationsachsen bei der Bewegung eines schweren Körpers um einen festen Punkt“, siehe Staude-Drehung.
1919 erhielt er die Ehrendoktorwürde der Technischen Hochschule Darmstadt.

## Schriften
- Analytische Geometrie des Punktes, der geraden Linie und der Ebene. Leipzig 1905 (mehrere Bände).
- Analytische Geometrie des Punktpaares, des Kegelschnitts und der Flächen 2. Ordnung. Leipzig 1910.